# Campeonato Goiano de Futebol de 1947 (Campeonato Goianiense)
O Campeonato Goiano de Futebol de 1947, originalmente denominado Campeonato Goianiense pela FGF, foi a sexta edição do Campeonato Goianiense e a quarta a ser reconhecida como estadual. O Atlético Goianiense, após vencer o Inhumas por W.O. na vigésima oitava rodada, sagrou-se campeão goiano e goianiense pela segunda vez.
Esta edição contou com a participação de sete clubes. O campeão Atlético Goianiense disputou doze partidas, com dez vitórias, um empate e uma derrota, 36 gols a favor e 10 contra.
Apesar de sua importância, e de seu vencedor ser considerado o campeão goiano já na época de sua disputa por alguns órgãos de imprensa, o torneio era oficialmente um campeonato da cidade de Goiânia. O Campeonato Goiano Amador só foi ter sua primeira edição no ano de 1948. Apesar disso, esta edição é reconhecida como Campeonato Goiano.

## História
O Campeonato Goianiense de 1947 foi a sexta edição da competição municipal de clubes de futebol filiados a FGF. Apesar do certame ter sido instituído em 1940 pela FGF com a finalidade de apontar o clube campeão goianiense da temporada, a primeira edição a ser reconhecida como estadual foi a de 1944.
O fracasso da FGF em criar o Campeonato Goiano em 1944, devido a falta de interesse dos clubes do interior, não abalou os desportistas em Goiás. Em 1947, finalmente o sonho de se criar um verdadeiro Campeonato Estadual saiu do papel. Deste modo, além do Campeonato Goianiense, a federação criou o Campeonato Goiano do Interior, e estipulou que o campeão estadual seria decidido em uma final entre o vencedor da capital (goianiense) e o vencedor do interior.

## Torneio Início
O Goiânia foi campeão do torneio.

### Esquema
|  | Quartas de final | Quartas de final    | Quartas de final |  |  | Semifinais | Semifinais                     | Semifinais |  |  | Finais | Finais              | Finais |
|  |                  |                     |                  |  |  |            |                                |            |  |  |        |                     |        |
|  | 4                | Goiânia             | 2                |  |  |            |                                |            |  |  |        |                     |        |
|  | 5                | Inhumas             | 0                |  |  |            |                                |            |  |  |        |                     |        |
|  |                  |                     |                  |  |  | 1          | Operário                       | 0 (0)      |  |  |        |                     |        |
|  |                  |                     |                  |  |  |            | Goiânia (esc)                  | 0 (2)      |  |  |        |                     |        |
|  |                  |                     |                  |  |  |            |                                |            |  |  |        |                     |        |
|  |                  |                     |                  |  |  |            |                                |            |  |  |        | Goiânia             | 1      |
|  | 2                | Anápolis SC         | 0                |  |  |            |                                |            |  |  |        | Atlético Goianiense | 0      |
|  | 7                | Goiás               | 1                |  |  |            |                                |            |  |  |        |                     |        |
|  |                  |                     |                  |  |  |            | Goiás                          | 0 (0)(3)   |  |  |        |                     |        |
|  |                  |                     |                  |  |  |            | Atlético Goianiense (esc)(pen) | 0 (0)(4)   |  |  |        |                     |        |
|  | 3                | ABG                 | 0                |  |  |            |                                |            |  |  |        |                     |        |
|  | 6                | Atlético Goianiense | 1                |  |  |            |                                |            |  |  |        |                     |        |

### Premiação
| Torneio Início Goiano 1947  |
| --------------------------- |
| Goiânia Campeão (4º título) |

## Regulamento
O Campeonato Goianiense de 1947 é disputado por sete clubes em dois turnos. Em cada turno, todos os clubes jogam entre si uma única vez. Os jogos do segundo turno serão realizados em ordem aleatória, apenas com o mando de campo invertido. Não há campeões por turnos, sendo declarado campeão goianiense o clube que obtiver o maior número de pontos após as 36 rodadas. Ao final da competição, o campeão se classifica para o  Campeonato Goiano de 1947.

## Participantes
| Equipe              | Cidade   | Em 1946 | Participação | Títulos            |
| ------------------- | -------- | ------- | ------------ | ------------------ |
| ABG                 | Goiânia  | SI      | 2ª/2ª        | 0 (não possui)     |
| Anápolis SC         | Anápolis | SI      | 2ª/2ª        | 0 (não possui)     |
| Atlético Goianiense | Goiânia  | SI      | 5ª/4ª        | 1 (1944)           |
| Goiânia             | Goiânia  | 1º      | 6ª/4ª        | 4 (último em 1946) |
| Goiás               | Goiânia  | SI      | 5ª/4ª        | 0 (não possui)     |
| Inhumas             | Inhumas  | NP      | 1ª/1ª        | 0 (não possui)     |
| Vila Nova           | Goiânia  | SI      | 5ª/4ª        | 0 (não possui)     |

## Estádios
Esses foram os estádios utilizados no Campeonato Goianiense de 1947.

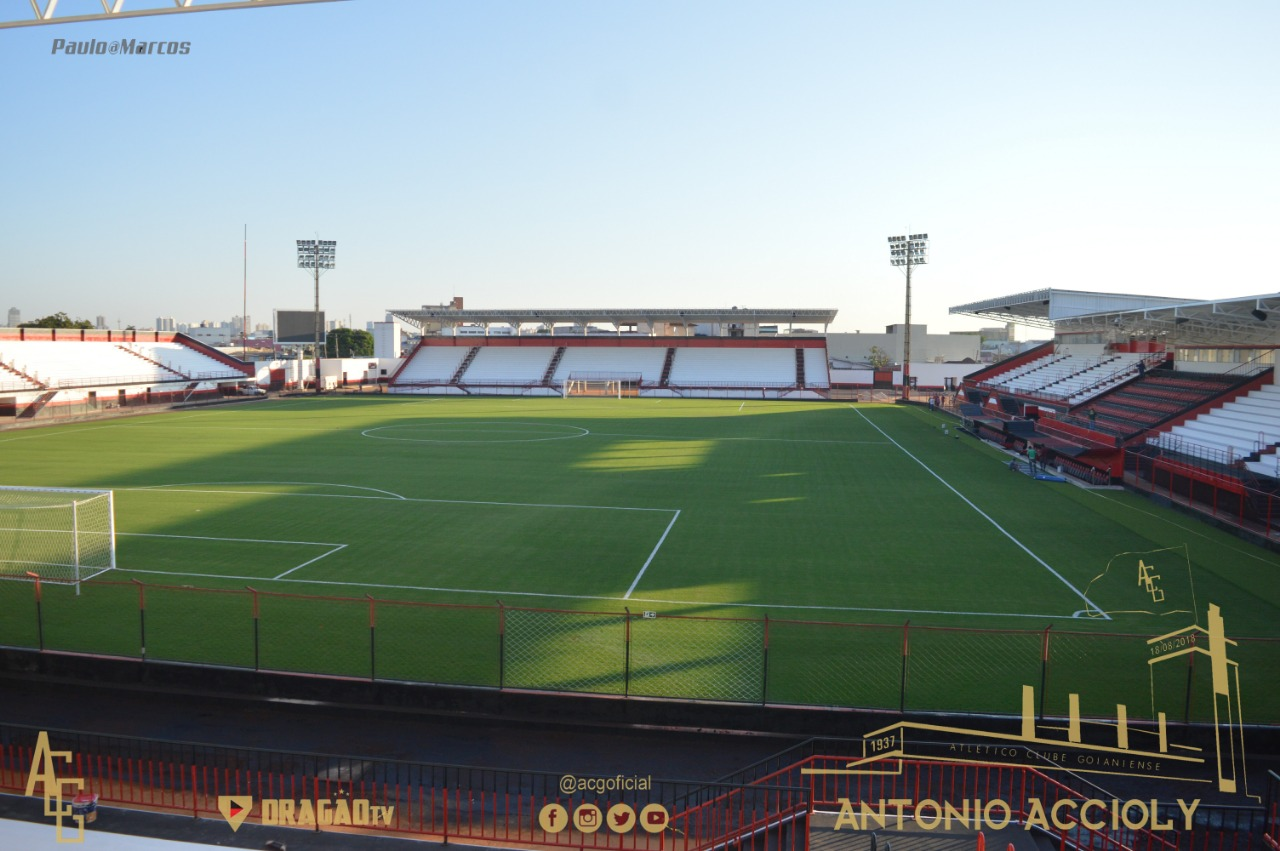
Antonio Accioly
Manoel Demóstenes
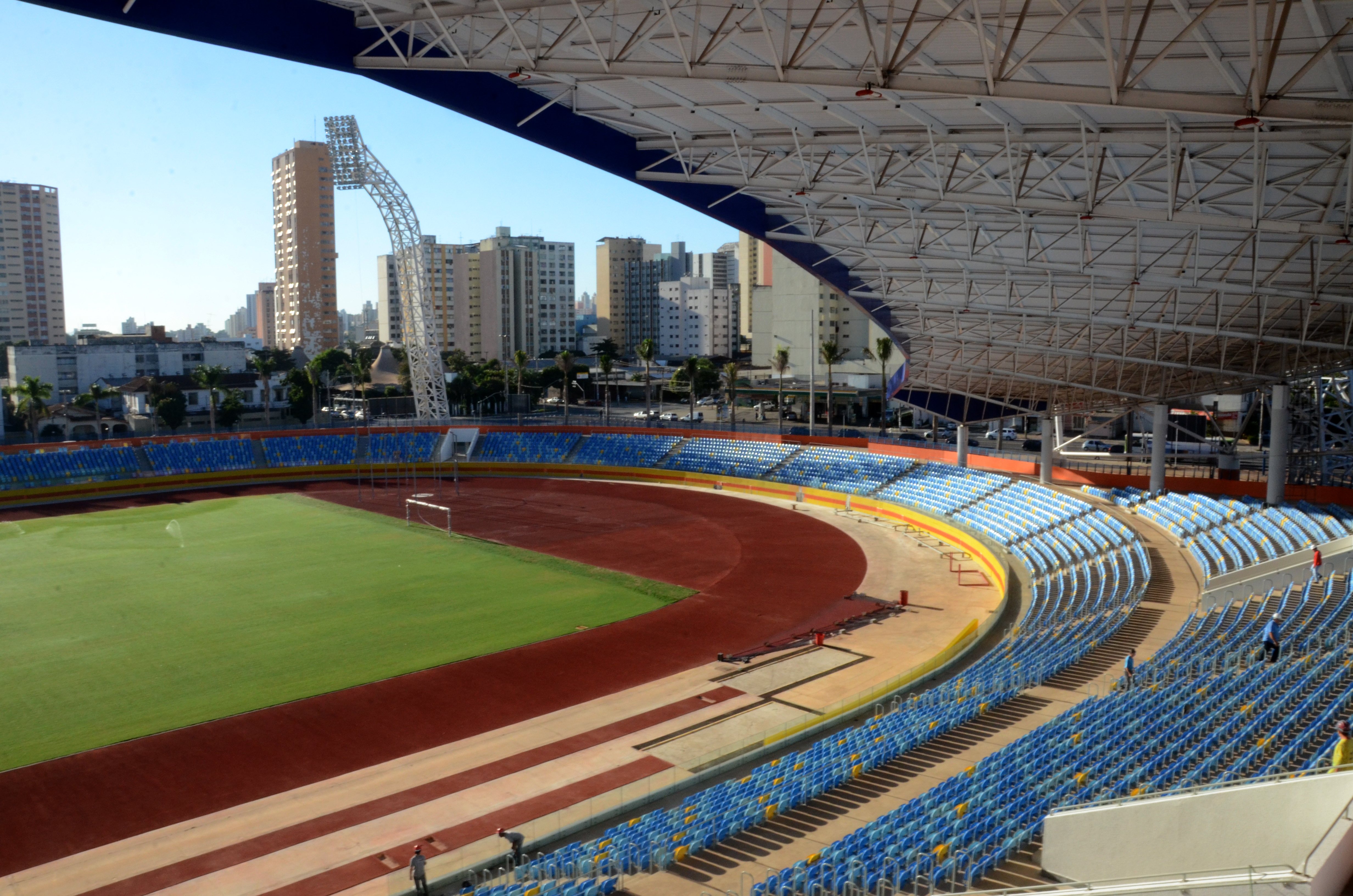
Pedro Ludovico Teixeira

## Arbitragem
Esses foram os árbitros que apitaram o primeiro turno do campeonato.
| Federação | Árbitro                 |
| --------- | ----------------------- |
| FGF       | Abílio Lopes            |
| FGF       | Ananias da Silva        |
| FGF       | Cláudio Leda            |
| FGF       | Dirceu Vieira           |
| FGF       | Edmundo Martins         |
| FGF       | Edson Hermano           |
| FGF       | Geraldo Quinta          |
| FGF       | Hélio Teixeira          |
| FGF       | João Brugger            |
| FGF       | Joaquim da Veiga Jardim |
| FGF       | José Fiorotti           |
| FGF       | Luis Sampaio            |

## Classificação
Fonte: 
| Pos | Equipe              | PG | J  | V  | E | D  | GP | GS | SG  | AP   | Classificação                                 |
| --- | ------------------- | -- | -- | -- | - | -- | -- | -- | --- | ---- | --------------------------------------------- |
| 1   | Atlético Goianiense | 21 | 12 | 10 | 1 | 1  | 36 | 10 | +26 | 88.0 | Classificado para o Campeonato Goiano de 1947 |
| 2   | Goiânia             | 18 | 12 | 8  | 2 | 2  | 29 | 13 | +16 | 75.0 |                                               |
| 3   | Anápolis SC         | 12 | 12 | 5  | 2 | 5  | 26 | 26 | 0   | 50.0 |                                               |
| 4   | Goiás               | 11 | 12 | 5  | 1 | 6  | 25 | 19 | +6  | 46.0 |                                               |
| 5   | Inhumas             | 10 | 12 | 4  | 2 | 6  | 23 | 19 | +4  | 42.0 |                                               |
| 6   | Vila Nova           | 9  | 12 | 4  | 1 | 7  | 13 | 30 | -17 | 38.0 |                                               |
| 7   | ABG                 | 3  | 12 | 1  | 1 | 10 | 17 | 52 | -35 | 13.0 |                                               |

### Jogo do Título
| Domingo, 16 de novembro de 1947 | Inhumas | 0 – W.O. | Atlético Goianiense | Antônio Accioly |
|                                 |         | Súmula   |                     |                 |

| Inhumas | Atlético Goianiense |

| Bandeirinhas: |

## Premiação
| Campeonato Goiano de 1947               |
| --------------------------------------- |
| Atlético Goianiense Campeão (2º título) |

| Campeonato Goianiense de 1947           |
| --------------------------------------- |
| Atlético Goianiense Campeão (2º título) |

## Estatísticas
Atualizado até 27 de setembro de 2024

### Artilharia
| Pos. | Jogador | Equipe              | Gols |
| ---- | ------- | ------------------- | ---- |
| 1    | Dido    | Atlético Goianiense | 17   |

### Hat-trick
| Jogador       | Clube       | Adversário | Placar  | Data          | Ref.   |
| ------------- | ----------- | ---------- | ------- | ------------- | ------ |
| Laudo Puglisi | Anápolis SC | Goiás      | 3–2 (F) | 20 de julho   | [ 9 ]  |
| Foca          | Goiás       | ABG        | 9–0 (C) | 26 de outubro | [ 10 ] |
| Didiu         | Goiás       | ABG        | 9–0 (C) | 26 de outubro | [ 11 ] |